# مکبث (فیلم ۱۹۱۶)
مکبث (انگلیسی: Macbeth) فیلمی به کارگردانی جان امرسون است که در سال ۱۹۱۶ منتشر شد. از بازیگران آن می‌توان به کونستانس کولیر، جک کانوی، ماری آلدن، رالف لویس و ویلفرد لوکاس اشاره کرد.